# Toschia minuta
Toschia minuta är en spindelart som beskrevs av Rudy Jocqué 1984. Toschia minuta ingår i släktet Toschia och familjen täckvävarspindlar. Inga underarter finns listade i Catalogue of Life.